# Gloria Villamayor
Gloria Ester Villamayor Jara (Asunción, 10 de abril de 1992) es una futbolista paraguaya que juega como delantera en el Libertad Limpeño de la Primera División Femenina de Paraguay y de la Selección femenina de fútbol de Paraguay
Ha sido seleccionada de su país. En 2012 se tituló campeona de la Copa Libertadores Femenina junto a Colo-Colo, tras llegar anteriormente tres veces consecutivas a la final, con cada uno de los equipos en que jugó. Estudia Laboratorista Dental en el Instituto Profesional Los Leones.

## Clubes
Libertad LimpeñoClub Independiente Santa Fe Femenino
| Club                 | País          | Año         |
| -------------------- | ------------- | ----------- |
| U. A. de Asunción    | Paraguay      | 2009        |
| Everton              | Chile         | 2010 - 2011 |
| Colo-Colo            | Chile         | 2011 - 2016 |
| Zaragoza CFF         | España        | 2016 - 2017 |
| Colo-Colo            | Chile         | 2017 - 2018 |
| Patriotas Boyacá     | Colombia      | 2018        |
| Cerro Porteño Futsal | Paraguay      | 2018        |
| Real Oviedo          | España        | 2018 - 2020 |
| CDE Racing Féminas   | España        | 2020 - 2021 |
| Secció Esportiva AEM | España        | 2021 - 2022 |
| Toluca Femenil       | México        | 2022        |
| Deportivo Saprissa   | Costa Rica    | 2023        |
| Paraguay             | 2023-presente |             |
| Colombia             | 2024-presente |             |

|

## Palmarés

### Campeonatos nacionales
| Título              | Club      | País  | Año    |
| ------------------- | --------- | ----- | ------ |
| Campeonato Nacional | Colo-Colo | Chile | 2011-A |
| Campeonato Nacional | Colo-Colo | Chile | 2011-C |
| Campeonato Nacional | Colo-Colo | Chile | 2012-A |
| Campeonato Nacional | Colo-Colo | Chile | 2012-C |
| Campeonato Nacional | Colo-Colo | Chile | 2013-A |
| Campeonato Nacional | Colo-Colo | Chile | 2013-C |
| Campeonato Nacional | Colo-Colo | Chile | 2014-A |
| Campeonato Nacional | Colo-Colo | Chile | 2014-C |
| Campeonato Nacional | Colo-Colo | Chile | 2015-A |
| Campeonato Nacional | Colo-Colo | Chile | 2017-A |
| Copa de Campeonas   | Colo-Colo | Chile | 2015   |
| Campeonato Nacional | Colo-Colo | Chile | 2017-C |

### Campeonatos internacionales
| Título                     | Equipo    | País  | Año  |
| -------------------------- | --------- | ----- | ---- |
| Copa Libertadores Femenina | Colo-Colo | Chile | 2012 |

## Distinciones individuales
- Máxima Goleadora de la Copa Libertadores Femenina 2017: (4 goles)